# Gordon Conway

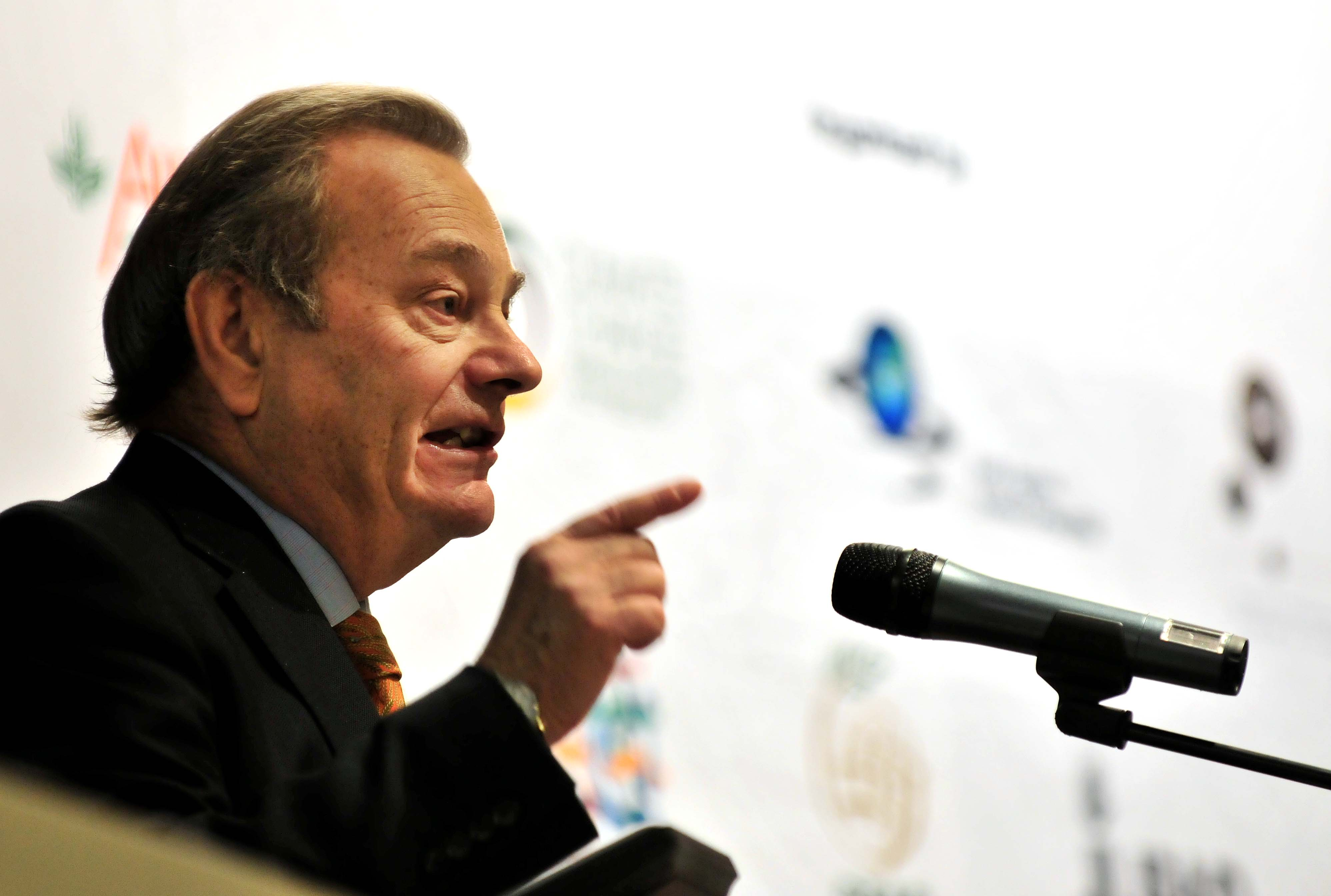
Gordon Conway, 2009

Gordon Richard Conway (* 6. Juli 1938 in Birmingham, Vereinigtes Königreich; † 30. Juli 2023) war ein britischer Agrarökologe und Professor für internationale Entwicklung am Imperial College London. Er galt als Pionier der nachhaltigen Landwirtschaft und war von 1998 bis 2004 Präsident der Rockefeller-Stiftung sowie von 2006 bis 2009 Präsident der Royal Geographical Society.

## Leben
Gordon Conway war der ältere von zwei Söhnen seiner Eltern Thelma (einer Geografie-Lehrerin) und Cyril Conway (eines Ingenieurs). Er wuchs zunächst in Birmingham, später südwestlich von London in Richmond auf und besuchte dort die Kingston Grammar School. Schon als Jugendlicher interessierte er sich für das Leben der Insekten, sodass er nach Abschluss der Schulausbildung am University College of North Wales in Bangor ein naturwissenschaftliches Studium begann und 1959 den Bachelor-Grad im Fach Ökologie erwarb. Bereits 1960 folgte ein weiterer akademischer Abschluss als Master für Agrarwissenschaften an der University of Cambridge. Danach ging er nach Trinidad an die University of the West Indies, erwarb 1961 einen weiteren akademischen Grad im Fachgebiet Landwirtschaft in den Tropen, forschte fünf Jahre lang in Sabah (damals Nord-Borneo) über integrierten Pflanzenschutz und erwarb schließlich 1969 den Doktorgrad an der University of California, Davis. Ab 1970 war er am Imperial College in London beschäftigt, wo er 1976 das Centre for Environmental Technology ins Leben rief und ab 1980 auf eine Professur für Umwelttechnik berufen wurde. Zudem erhielt er eine Professur am Institute of Development Studies der University of Sussex.
Conway verstarb an den Folgen einer Leukämie. Er hinterließ seine Ehefrau Susan Mumfor, die mit ihm seit 1965 verheiratet war, und deren gemeinsame drei Kinder.

## Forschung
In einem Nachruf der Fachzeitschrift Nature hieß es: „Gordon Conway war ein inspirierender interdisziplinärer Wissenschaftler, der sich für Landwirtschaft und Nachhaltigkeit begeisterte, lange bevor diese Themen in Mode kamen. Während seiner gesamten Laufbahn setzte er sich für eine nachhaltige landwirtschaftliche Entwicklung, die Verbesserung der Ernährungssicherheit und die weltweite Armutsbekämpfung ein. Er gehörte zu den Erfindern des Konzepts der nachhaltigen Lebensgrundlagen – ein Ansatz, der stets die lokalen landwirtschaftlichen Praktiken berücksichtigt, indem er den Landwirten zuhört und von ihnen lernt. Dieser Ansatz wurde seither von vielen Entwicklungsorganisationen aufgegriffen.“
Dieses Engagement hatte seinen Ursprung in den 1960er-Jahren während Conways Aufenthalt im Norden von Borneo. Damals hatten Insekten die Blätter von Kakaobäumen zerfressen. Statt sie mit Pestiziden zu bekämpfen, wurden mit Erfolg Schlupfwespen – die natürlichen Feinde der Schädlinge – freigesetzt. Gordon vertiefte diese ökologische Strategie in seiner Doktorarbeit in einer agrarsystem-ökologischen Studie, in der er an ausgewählten Beispielen den Zusammenhang von Fortpflanzung der Insekten und deren Nutzung für die Bekämpfung von Schädlingen erörterte.
Nach seiner Rückkehr nach London arbeitete er am Imperial College mit den Ökologen Robert May und Richard Southwood zusammen und ergänzte deren Forschungsarbeiten durch seine anwendungsorientierten, agrarökologischen Perspektiven. Dies mündete – unterstützt von Rektor Brian Flowers – 1976 in die Gründung des Zentrums für Umwelttechnik, in dessen multidisziplinären Master-Studiengängen in den folgenden Jahren bis zu seinem Tod mehr als 4000 junge Agrarökologen ausgebildet wurden. 1986 initiierte er zudem am International Institute for Environment and Development (IIED) ein Programm für nachhaltige Landwirtschaft.
Von 1988 bis 1992 war Conway verantwortlich für die Finanzierung von Programmen der Ford Foundation in Indien. Im Nachruf von Nature hieß es, er habe in dieser Zeit Pionierarbeit bei Forschungsansätzen geleistet, an denen die Landwirte aktiv beteiligt waren. Für ein breiteres Publikum wurden seine Erfahrungen u. a. zugänglich in seinen Büchern.

## Ehrungen
- 2000: Mitglied der American Academy of Arts and Sciences[7]
- 2004: Fellow of the Royal Society[8]
- 2005: Knight Commander of the Order of Saint Michael and Saint George[8]
- 2007: Honorary Fellow of the Royal Academy of Engineering[8]
- 2010–2016: Vorsitzender des Malabo Montpellier Panel[9]
- 2017: Founder’s Medal der Royal Geographical Society[9]

## Schriften (Auswahl)
- mit Ousmane Badiane und Katrin Glatzel: Food for All in Africa: Sustainable Intensification for African Farmers. Comstock Publishing Associates, 2019, ISBN 978-1-5017-4441-9.
- mit Katy Wilson: One Billion Hungry: Can We Feed the World? Cornell University Press, 2012, ISBN 978-0-8014-7802-4.
- mit Jeff Waage: Science and Innovation for Development. UK Collaborative on Development Sciences, 2010, ISBN 978-1-84129-082-9.
- The Doubly Green Revolution: Food for All in the 21st Century. Cornell University Press, 1999, ISBN 978-0-8014-8610-4.
- Unwelcome Harvest: Agriculture and Pollution. Routledge, 2013, ISBN 978-0-415-85183-1. (= Nachdruck der Originalausgabe bei Earthscan Publications, 1991, ISBN 1-85383-036-4).
- mit Edward B. Barbier: After the Green Revolution: Sustainable Agriculture for Development. Routledge, 2013, ISBN 978-0-415-84594-6. (= Nachdruck der Originalausgabe bei Earthscan Publications, 1990, ISBN 1-85383-035-6).

## Belege
1. ↑  Statement by Dr. Rajiv J. Shah on the Death of Former Rockefeller Foundation President Gordon Conway. Auf: rockefellerfoundation.org vom 8. September 2023.
2. ↑  Professor Sir Gordon Conway (1938–2023). Auf: rgs.org vom 10. August 2023.
3. ↑  Sir Gordon Conway obituary. Auf: theguardian.com vom 19. September 2023.
4. ↑  Sir Gordon Conway: 1938 to 2023. Auf dem Webserver des Institute of Development Studies, 7. August 2023.
5. ↑  Ian Scoones: Gordon Conway (1938–2023), leader in sustainable development. Agricultural ecologist who promoted sustainable practices by engaging farmers worldwide. In: Nature. Band 623, 2023, S. 27, doi:10.1038/d41586-023-03321-x.
6. ↑  Commemorating the life and career of Professor Sir Gordon Conway. Auf: imperial.ac.uk vom 18. August 2023.
7. ↑  Book of Members 1780–present, Chapter C. (PDF; 1,3 MB) In: amacad.org. American Academy of Arts and Sciences, abgerufen am 6. Januar 2024 (englisch).
8. 1 2 3  Agriculture for Impact: Gordon Conway.
9. 1 2  Malabo Montpellier Panel.

| Personendaten    | Personendaten                      |
| ---------------- | ---------------------------------- |
| NAME             | Conway, Gordon                     |
| ALTERNATIVNAMEN  | Conway, Gordon Richard             |
| KURZBESCHREIBUNG | britischer Agrarökologe            |
| GEBURTSDATUM     | 6. Juli 1938                       |
| GEBURTSORT       | Birmingham, Vereinigtes Königreich |
| STERBEDATUM      | 30. Juli 2023                      |